# Jakob Ludwig Beuther
Jakob Ludwig Beuther (* 18. August 1573 in Straßburg; † 1623) war ein pfälzischer Verwaltungsbeamter und Genealoge.

## Leben
Als Sohn des Straßburger Gelehrten Michael Beuther geboren, kam er nach dessen Tod mit seiner Mutter und seinem ältesten Bruder Michael Philipp Beuther nach Zweibrücken. Sein Bruder hatte dort 1589 die Stelle eines Diakons angetreten. In Zweibrücken war er zunächst Bibliothecarius im herzoglichen Hofdienst. Ab 1591 war er Leib- und Kammerdiener der herzoglichen Prinzen Johannes und Friedrich Casimir. 1595 war er Student der Rechte in Straßburg, 1601 Bibliothekarius, Papierverwalter und rechtskundiger Beamter am obersten Hofgericht in Zweibrücken. Im gleichen Jahr heiratete er Margarethe Katharina Koch, Tochter des Landschreibers Henrich Koch und Enkeltochter des gewesenen Generalsuperintendenten Kunemann Flinsbach. 1605 war er Landschreiber des Oberamtes Neukastel in Bergzabern. Er starb im Jahre 1623.
Neben seinen Aufgaben als Verwaltungsbeamter betätigte er sich wissenschaftlich. Nach kleineren Arbeiten im Jahr 1595 ließ er 1616 sein erstes größeres Werk über die Genealogie der Zweibrücker Wittelsbacher erscheinen. Das Werk behandelt anlässlich der Geburt des Erbprinzen Friedrich in deutscher Sprache die Genealogie der Herrscherfamilie von Ruprecht von der Pfalz bis auf Johannes II. nebst einem Verzeichnis aller 1616 lebenden Pfalzgrafen und Pfalzgräfinnen und Stammtafeln, wie auch in lateinischer Sprache unter Benutzung eines Manuskripts von Trithemius die „Abstammung der Pfalzgrafen bei Rhein in fortlaufender Reihe über mehr als 2050 Jahre hinweg von den alten trojanischen Königen“.

## Werk
- Disputatio de pacto unionis... (mit Michael Philipp Beuther). Diss., Straßburg: Antonius Bertram 1595. Online bei BSB
- Trauergedicht auf den Tod des Grafen Johann Caspar von Wied. Beitrag in: Michael Philipp Beuther: Christliche Leichpredigt ... Bey der Begrebniß Deß Wolgebornen Herrn Herrn Iohann Casimir, Graven zů Wyd Herrn zů Runckel vñ Eisenburg, Zweibrücken: Josias Rihel d. J., 1595
- Erzehlung ... wie das Fürstenthumb Zweybrücken von Anno Christi 1410. biß vff ... 1616. regiert worden ... ; Darbey eine verzeichnus aller vff den heutigen tag noch lebender Pfaltzgraven vnd Pfaltzgrävin etc., s. l. 1616. Online bei BSB
- Demonstratio: familiam comit. Palatinorum Rheni ... ex stirpe Caroli Magni ... promanare, s. l. 1616. Online bei BSB
- Historia Cometarum, Neustadt a. d. Hardt: Henrich Starck 1619. Online bei BSB
- Diarium Palatinum. Manuskript, angelegt 1618. Bibliotheca Bipontina, Handschrift 13 B, 205 Blatt, enthält genealogische Daten der Pfälzer Wittelsbacher